# St. Martin in Passeier
St. Martin in Passeier är en ort och kommun i provinsen Sydtyrolen i regionen Trentino-Sydtyrolen i Italien. Kommunen hade 3 255 invånare (2018).